# Erich Reil
Erich Reil (* 8. Dezember 1921; † 19. November 2002)  war ein deutscher Fußballschiedsrichter. 

## Sportlicher Werdegang
Reil war Mitglied er SpVgg Weiden. Nachdem er zunächst Spiele der Oberliga Süd geleitet hatte, stand er nach Einführung der Bundesliga als höchster deutschlandweiter Spielklasse zur Saison 1963/64 dort als Spielleiter auf dem Feld. Bis zur Spielzeit 1967/68 pfiff er hier insgesamt 13 Bundesligaspiele, ebenso kam er unter anderem auch in der zweitklassigen Regionalliga Süd zum Einsatz.
Später war Reil, dessen Sohn Walter Reil ebenfalls Schiedsrichter war und in der Bundesliga zeitweise als Linienrichter auflief, Schiedsrichterobmann und wurde hier von seinem Sohn nachgefolgt.